# Festival international du film de Moscou 2014
Le 36e festival international du film de Moscou s'est tenu du 19 au 28 juin 2014 sous la présidence du réalisateur russe Gleb Panfilov.
Le documentaire américain Red Army de Gabe Polsky (en) est le film d'ouverture du festival et La Planète des singes : L'Affrontement de Matt Reeves en est le film de clôture.
Le film My Man du Japonais Kazuyoshi Kumakiri remporte le George d'or.

## Films en compétition
Les films suivants sont sélectionnés dans la section principale de la compétition :
| Titre                       | Titre original         | Réalisateurs                    | Pays d'origine                                             |
| --------------------------- | ---------------------- | ------------------------------- | ---------------------------------------------------------- |
| Beti and Amare              | Beti and Amare         | Andy Siege (en)                 | Roumanie, Espagne, États-Unis, Canada, Allemagne, Éthiopie |
| Haven                       | Ir Mikalat             | Amikam Kovner                   | Israël                                                     |
| Dreamland                   | Traumland              | Petra Volpe                     | Allemagne, Suisse                                          |
| Eye Am                      | Gözümün Nûru           | Hakki Kurtulus, Melik Saracoglu | Turquie                                                    |
| White Yagel                 |                        | Vladimir Tumayev (ru)           | Russie                                                     |
| Hardcore Disco              | Hardkor Disko          | Krzysztof Skonieczny            | Pologne                                                    |
| Braty. Ostannya spovid (uk) | Braty. Ostannya spovid | Victoria Trofimenko             | Ukraine                                                    |
| Yes and Yes                 | Da i Da                | Valeria Gaï Germanica           | Russie                                                     |
| My Man                      | Watashi no Otoko       | Kazuyoshi Kumakiri              | Japon                                                      |
| The Sentimentalists         | Oi aisthimaties        | Nicholas Triandafyllidis        | Grèce                                                      |
| Unripe Pomegranates         | Anar Haye Naras        | Majid-Reza Mostafavi            | Iran                                                       |
| Reporter                    | Reporter               | Thijs Gloger                    | Pays-Bas                                                   |
| The Avian Kind              | Joryu Ingan            | Yeon-Shick Shin                 | Corée du Sud                                               |
| The Whole Shebang (en)      | Alles Inklusive        | Doris Dörrie                    | Allemagne                                                  |
| La Ritournelle              | La Ritournelle         | Marc Fitoussi                   | France                                                     |
| Un homme très recherché     | A Most Wanted Man      | Anton Corbijn                   | Royaume-Uni, États-Unis, Allemagne                         |

## Jurys

### Section principale
- Gleb Panfilov (président) (réalisateur russe)
- Abderrahmane Sissako (réalisateur mauritanien)
- Franziska Petri (actrice allemande)
- Levan Koguashvili (réalisateur géorgien)
- Laurent Danielou (producteur français)

### Section films documentaires
- Sean McAllister (président) (réalisateur britannique)
- Amir Labaki (directeur brésilien de festival de cinéma)
- Alina Rudnitskaya (réalisateur russe)

### JuryFIPRESCI(Fédération internationale de la presse cinématographique)
- Gideon Kouts (président) (France)
- Andres Nazarala (Chili)
- Rita di Santo (Royaume-Uni)
- Caroline Weidner (Allemagne)
- Olga Surkova (Russie)

## Prix et lauréats
Les jurys du Festival international du film de Moscou ont récompensé les films et personnalités suivantes :
- George d'or du meilleur film : My Man (Watashi no Otoko) de Kazuyoshi Kumakiri
- Prix spécial du jury (George d'argent) : Eye Am (Gözümün Nûru) de Melik Saracoglu et Hakki Kurtulus
- George d'argent du meilleur réalisateur : Valeria Gaï Germanica pour Yes and Yes (ru) (Da i Da)
- George d'argent du meilleur acteur : Tadanobu Asano pour My Man
- George d'argent de la meilleure actrice : Natalka Polovinka pour Braty. Ostannya spovid (Brothers. The Final Confession)
- George d'argent du meilleur film documentaire : Deep Love de Jan P. Matuszynski (Pologne)
- Prix du meilleur court-métrage : 14 Steps de Max Shavkin (Russie)
- Prix spécial pour contribution exceptionnelle au cinéma mondial : Gleb Panfilov
- Prix Stanislavski : Inna Tchourikova